# Sings Rough Bunnies
Sings Rough Bunnies är The Fine Arts Showcase' tredje studioalbum, utgivet 2007 på Adrian Recordings. På skivan tolkar bandet låtar av Rough Bunnies.

## Låtlista
Där inte annat anges är låtarna skrivna av Anna och Frida Vermina.
1. "Balz Came and Went" – 2:07
2. "Modern Love" – 3:08
3. "Red Wine Poet Boy" – 2:09
4. "World of Love" – 3:35
5. "My Baby Has Only One Eye" – 3:37
6. "I Say Goodbye" – 2:27
7. "Dance with Your Shadow" – 2:50
8. "What a World" – 2:14 (Anders Vermina)
9. "You Should Be in Love with Me" – 2:25
10. "Poppy Eye" – 3:39
11. "Rough Bunnies Saved My Life" – 2:22

## Personal
- Norman Blake – mastering
- Dan Englund – piano, gitarr, dragspel, synth
- Joe Foster – mastering
- Johan Hansson – trummor, slagverk
- Gustaf Kjellvander – sång, gitarr, synth, producent
- Joakim Leksell – bas, sång, slagverk
- Mathias Oldén – gitarr, sång, slagverk, producent
- Hanna Sundén – artwork
- Malin Svärd – artwork

## Mottagande
Skivan fick ett gott mottagande och snittar på 3,3/5 på Kritiker.se, baserat på åtta recensioner.

### Fotnoter
1. 1 2  ”Sings Rough Bunnies”. Discogs.com. http://www.discogs.com/Fine-Arts-Showcase-Sings-Rough-Bunnies/release/1027394. Läst 19 december 2012.
2. ↑  ”Platt av skevt”. Dagensskiva.com. http://dagensskiva.com/2007/06/14/the-fine-arts-showcase-the-fine-arts-showcase-sings-rough-bunnies/. Läst 19 december 2012.
3. ↑  ”Sings Rough Bunnies”. Kritiker.se. http://kritiker.se/skivor/fine-arts-showcase/sings-the-rough-bunnies/. Läst 19 december 2012.